# Momenti di gloria (programma televisivo)
Momenti di gloria è stato un programma televisivo italiano andato in onda su Canale 5 dal 1999 al 2000 per due edizioni.

## La trasmissione
La trasmissione, condotta da Mike Bongiorno con la partecipazione di Ellen Hidding e il comico Alessandro Di Carlo, era la seconda versione italiana del format olandese Playback Show adattata dalla produttrice Roberta Magagnotto e dalla Aran Endemol.
È andato in onda per due edizioni, la prima dal 3 luglio al 18 settembre 1999 e la seconda dall'8 luglio al 16 settembre 2000, in prima serata su Canale 5. Gli autori della trasmissione erano Sergio Cosentino, Popi Minellono, Antonello Ronzoni e Davide Tortorella.
Durante ogni puntata si sfidavano sette concorrenti, che impersonificavano famosi artisti musicali italiani e stranieri sia nell'atteggiamento che nel look proponendo delle esibizioni. Le esibizioni, introdotte dal conduttore, erano anticipate dall'intervento del personaggio imitato dal concorrente, che poteva avvenire sia in diretta durante la puntata sia attraverso un filmato preregistrato, nel quale l'artista incoraggiava il proprio imitatore. Tra gli artisti più imitati, Domenico Modugno, Claudio Villa, Peppino Di Capri, Madonna e Michael Jackson. In ogni puntata veniva eletto un vincitore, sulla base di una giuria formata da esperti musicali come Mario Lavezzi, Federica Panicucci e Iva Zanicchi e dai giornalisti Giampiero Mughini e Mario Luzzatto Fegiz, e al vincitore dell'edizione veniva offerto un contratto discografico con l'etichetta RTI Music.
La trasmissione riprendeva sommariamente i contenuti della precedente Re per una notte, condotta da Gigi Sabani dal 1994 al 1996, mentre nell'estate 2005 è stata prodotta un'altra trasmissione simile, Sei un mito basata sul format statunitense Performing Us, condotta da Roberta Capua e poi riproposta nell'autunno del 2008 con il titolo È nata una stella gemella con la conduzione di Lorella Cuccarini.